# Ramires (futbolista nacido en 1987)
Ramires Gil Santos do Nascimento (Río de Janeiro, 24 de marzo de 1987), conocido deportivamente como Ramires, es un exfutbolista brasileño que jugaba como centrocampista.
Comenzó su carrera jugando para el Real Club Deportivo. En 2005, fichó por el Joinville, antes de unirse al Cruzeiro, a quien pasó más de dos temporadas con el que aparece en 61 partidos. En 2009 se trasladó a Portugal y fichó por el S. L. Benfica procedente del Cruzeiro. Él pasó una temporada con el S. L. Benfica en la que les ayudó a ganar el título de Liga Sagres, a cinco puntos de ventaja sobre el segundo lugar, el Sporting Braga. Luego se unió al Chelsea F. C. en el verano de 2010, con un contrato de cuatro años. Hizo su debut en el Chelsea en la victoria por 2-0 contra el Stoke a finales de agosto de 2010 y marcó su primer gol en la victoria por 4-0 contra el Bolton.

## Trayectoria

### Cruzeiro
En enero de 2008 llegó a un acuerdo por cinco años con Cruzeiro en un movimiento permanente de Joinville a un coste de 300 000 000 $ después de un período de préstamo, dando a Cruzeiro el 120% de los derechos económicos de los jugadores. Joinville conservó el 30% en el caso de las transferencias en el futuro. Él fue referido por los fanes y los medios de comunicación durante su tiempo allí como por ejemplo el "Keniano azul", debido al uniforme azul del Cruzeiro y de su extrema delgadez.

### Benfica
El 21 de mayo de 2009 se unió al club portugués S. L. Benfica por una tarifa de transferencia de 7,5 millones de euros en un contrato de cinco años con una tarifa mínima de liberación de € 30 millones.  Se destacó como un jugador importante para el Benfica durante toda la temporada, ya que el club portugués ganó su título de liga número 32 después de una espera de cinco años. En su primera y única temporada con el Benfica, Ramires también ganó la Taça da Liga, derrotando al Porto por 3-0. En junio de 2010, el Benfica vendió el 50% de los derechos económicos de Ramires a la agencia de jugadores inglesa Jazzy Limited, dirigida por Kia Joorabchian, por 6 millones de euros. 

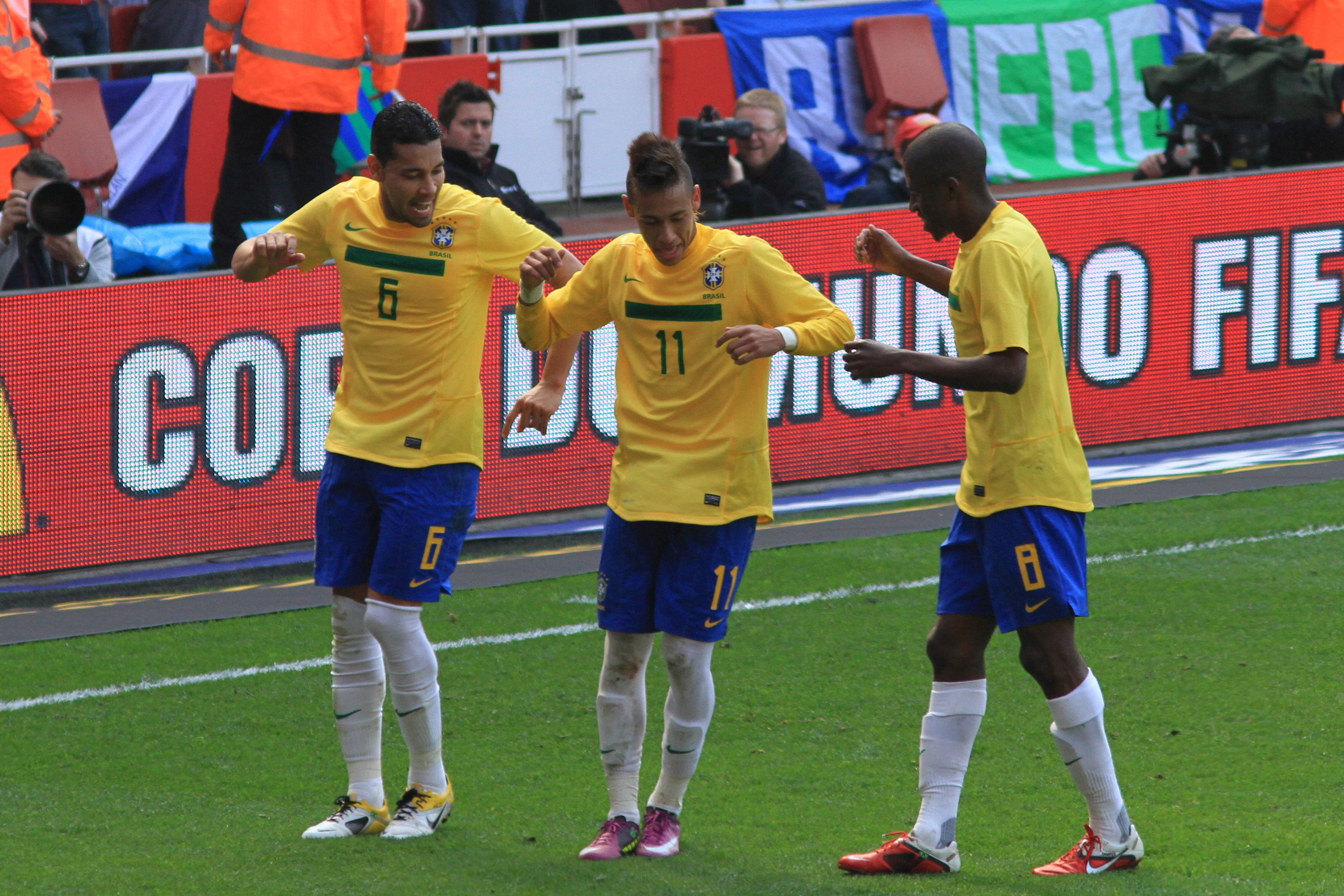
Ramires (derecha) celebra un gol de Neymar, junto a Neymar y André Santos frente a en el Emirates Stadium

Finalmente, después de un tiempo sin equipo, el 22 de septiembre de 2022 anunció su retiro del fútbol profesional.

## Selección nacional
El 21 de mayo de 2009 fue llamado por primera vez a la selección brasileña para la clasificación de la Copa Mundial de Fútbol de 2010 y la Copa Confederaciones 2009.
El 24 de abril de 2014, el entrenador de la selección brasileña, Luiz Felipe Scolari, confirmó que Ramires estaría entre los 23 jugadores que representaría a Brasil en la Copa Mundial de Fútbol de 2014. Su inclusión fue ratificada el 7 de mayo de 2014 cuando Scolari publicó la lista final jugadores.

### Participaciones en Copas FIFA Confederaciones
| Copa                           | Sede      | Resultado |
| ------------------------------ | --------- | --------- |
| Copa FIFA Confederaciones 2009 | Sudáfrica | Campeón   |

### Participaciones en Copas del Mundo
| Copa                           | Sede      | Resultado        |
| ------------------------------ | --------- | ---------------- |
| Copa Mundial de Fútbol de 2010 | Sudáfrica | Cuartos de final |
| Copa Mundial de Fútbol de 2014 | Brasil    | Cuarto puesto    |

#### Participaciones en Copas América
| Copa              | Sede      | Resultado        |
| ----------------- | --------- | ---------------- |
| Copa América 2011 | Argentina | Cuartos de final |

### Goles con la selección nacional
| # | Fecha                    | Lugar                   | Rival     | Marcador | Resultado | Competición |
| - | ------------------------ | ----------------------- | --------- | -------- | --------- | ----------- |
| 1 | 7 de junio de 2010       | Dar es Salaam, Tanzania | Tanzania  | 0-3      | 1-5       | Amistoso    |
| 2 | 7 de junio de 2010       | Dar es Salaam, Tanzania | Tanzania  | 1-5      | 1-5       | Amistoso    |
| 3 | 11 de septiembre de 2012 | Recife, Brasil          | China     | 1-0      | 8-0       | Amistoso    |
| 4 | 7 de septiembre de 2013  | Brasilia, Brasil        | Australia | 4-0      | 6-0       | Amistoso    |

## Clubes
| Club                 | País       | Año       |
| -------------------- | ---------- | --------- |
| Cruzeiro E. C.       | Brasil     | 2007-2009 |
| S. L. Benfica        | Portugal   | 2009-2010 |
| Chelsea F. C.        | Inglaterra | 2010-2016 |
| Jiangsu Suning F. C. | China      | 2016-2019 |
| S. E. Palmeiras      | Brasil     | 2019-2020 |

## Palmarés

### Títulos estatales
| Título              | Club            | Estado       | Año  |
| ------------------- | --------------- | ------------ | ---- |
| Campeonato Mineiro  | Cruzeiro E. C.  | Minas Gerais | 2008 |
| Campeonato Mineiro  | Cruzeiro E. C.  | Minas Gerais | 2009 |
| Campeonato Paulista | S. E. Palmeiras | São Paulo    | 2020 |

### Títulos nacionales
| Título          | Club          | País       | Año  |
| --------------- | ------------- | ---------- | ---- |
| Primeira Liga   | S. L. Benfica | Portugal   | 2010 |
| Copa de la Liga | S. L. Benfica | Portugal   | 2010 |
| FA Cup          | Chelsea F. C. | Inglaterra | 2012 |
| Copa de la Liga | Chelsea F. C. | Inglaterra | 2015 |
| Premier League  | Chelsea F. C. | Inglaterra | 2015 |

### Títulos internacionales
| Título                       | Club (*)            | Sede           | Año  |
| ---------------------------- | ------------------- | -------------- | ---- |
| Juegos Olímpicos             | Selección de Brasil | Pekín          | 2008 |
| Copa Confederaciones         | Selección de Brasil | Sudáfrica      | 2009 |
| Liga de Campeones de la UEFA | Chelsea F. C.       | Múnich         | 2012 |
| Liga Europa de la UEFA       | Chelsea F. C.       | Ámsterdam      | 2013 |
| Copa Libertadores            | S. E. Palmeiras     | Río de Janeiro | 2020 |

(*) Incluyendo la selección.

### Distinciones individuales
| Distinción                                                | Año  |
| --------------------------------------------------------- | ---- |
| Mejor gol del Chelsea F. C. de la temporada 2010-11       | 2011 |
| Mejor gol del Chelsea F. C. de la temporada 2011-12       | 2012 |
| Mejor jugador del Chelsea F. C. elegido por los jugadores | 2012 |